# Edward Atkinson

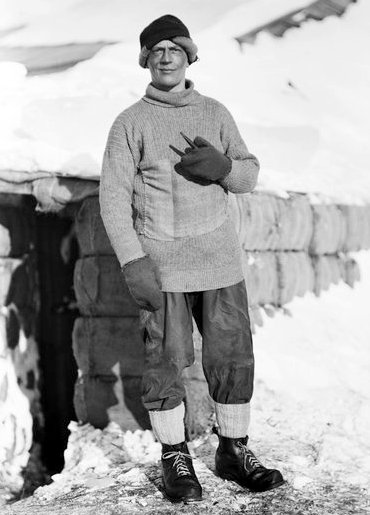
Edward Atkinson als Teilnehmer der Terra-Nova-Expedition (1911)

Edward Leicester Atkinson (* 23. November 1881 auf St. Vincent; † 20. Februar 1929 im Mittelmeer) war ein britischer Parasitologe, Arzt bei der Royal Navy und Polarforscher. Er gehörte zur wissenschaftlichen Mannschaft der Terra-Nova-Expedition in die Antarktis unter der Leitung von Robert Falcon Scott von 1910 bis 1913. Bei dieser Forschungsreise erhielt er in Scotts Abwesenheit das Kommando über die Expeditionsbasis und führte die Gruppe an, die schließlich das Zelt mit den Leichen Scotts, Henry Bowers’ und Edward Wilsons fand. Atkinson wurde später zur Last gelegt, Scotts Order zum Einsatz der Schlittenhundegespanne zur Rettung der Südpolgruppe missachtet zu haben und für die Skorbuterkrankung einiger Expeditionsteilnehmer verantwortlich zu sein.

## Herkunft und Ausbildung
Atkinson kam als Sohn eines englischen Finanzbuchhalters und dessen Frau auf der Karibik-Insel St. Vincent zur Welt. Seine Schulzeit verbrachte er von 1895 bis 1900 an der Forest School in Walthamstow und absolvierte bis 1906 ein Medizinstudium am St Thomas’ Hospital in London, wo er zudem als Halbschwergewichtsmeister im Boxen in Erscheinung trat. 1908 trat er als Arzt in die Royal Navy ein, bei der er im Royal Naval Hospital in Gosport stationiert war. Im Rahmen medizinischer Forschungsarbeiten verfasste er eine Abhandlung über gonorrhoischen Rheumatismus.

## Die Terra-Nova-Expedition
siehe Hauptartikel: Terra-Nova-Expedition

### Südreise
Nach einem hauptsächlich mit wissenschaftlicher Arbeit verbrachten Winter brach Atkinson am 31. Oktober 1911 mit Scotts Team nach Süden auf und blieb während der Fahrt über die Barriere und der Besteigung des Beardmore-Gletschers bei der Gruppe, zunächst als Ponyführer und später als Schlittenzieher. Am 22. Dezember kehrte er am Gipfel des Gletschers bei 85° 7’ Süd mit der ersten Unterstützungsgruppe zur Basis zurück, wo er nach einer im Wesentlichen problemlosen Reise am 29. Januar 1912 ankam.
Atkinson hatte von Scott mündliche Order über den zukünftigen Gebrauch der Hunde der Expedition erhalten, die vor dem Aufstieg auf dem Beardmore-Gletscher zur Basis zurückgekehrt waren. Mit dieser Order beauftragte er Atkinson, dafür zu sorgen, dass die Hunde im Februar zum One Ton Depot gebracht wurden und „mit dem (Hundefutter-)Depot, das beim One Ton Depot gelegt wurde, so weit wie möglich zu kommen“ – wohl, um die zurückkehrende Polargruppe zu treffen und ihr zu helfen. Dieser Auftrag wich von Scotts früheren Befehlen ab (siehe unten), und der Mangel an ausdrücklicher Intention in der neuen Order sollte später zu Problemen führen.

### Kommandant am Kap Evans
Nach seiner Rückkehr nach Kap Evans übernahm Atkinson das Kommando. Dort erfuhr er, dass der leitende Hundeführer, Cecil Meares, die Expeditionsarbeit niedergelegt hatte, auf das Schiff wartete, das ihn heimbringen sollte, und für Arbeit auf der Barriere „nicht verfügbar“ war. Atkinson entschloss sich also, Scotts jüngsten Auftrag selbst auszuführen und die Hunde zum Depot zu bringen. Zu diesem Zweck befanden sich er und der Hilfshundeführer Dimitri Gerow am 19. Februar am Hut Point, als Thomas Crean zu Fuß von der Barriere her kam und berichtete, dass Leutnant Edward Evans ernsthaft krank in einem Zelt etwa 55 Kilometer südlich liege und dringend Hilfe brauche. Atkinson entschied schnell, dass diese Mission wichtiger sei, und brach mit den Hunden auf, um Evans nach Hut Point zu holen. Dies gelang, die Gruppe kehrte am 22. Februar zurück.
Evans war fähig, Atkinson weitere Änderungen an den Aufträgen betreffend der Hunde mitzuteilen – Scott wollte, dass sie auf 82 oder 83° Süd gebracht würden, in der Hoffnung, dass sie dort Mitte Februar die Polargruppe treffen könnten. Atikinsons Hauptinteresse war jedoch das Wohlergehen seines Patienten, und er entschied, bei Evans zu bleiben. Die Aufgabe, die Hunde und Vorräte in Übereinstimmung mit Scotts früherem Befehl ins One Ton Depot zu bringen, fiel also Apsley Cherry-Garrard zu, wobei die letzte über Evans empfangene Order entweder vergessen wurde oder als unpraktisch eingeschätzt wurde. Atkinson dachte noch immer nicht an die Möglichkeit, dass Cherry-Garrards Fahrt eine Rettungsmission sein könnte, und wiederholte Scotts Anweisung, dass die Hunde nicht aufs Spiel gesetzt werden dürften. Cherry-Garrard brach am 26. Februar mit Gerow und den Hunden auf. Er führte zusätzliche Rationen mit sich, die für die Polargruppe im Depot eingelagert werden sollten. Sie stießen nicht weiter südlich vor als bis zum One Ton Depot, und nachdem sie dort mehrere Tage lang auf Scott gewartet hatten, kehrten sie am 16. März in schlechtem physischem Zustand und ohne Neuigkeiten von der Polargruppe nach Hut Point zurück.
Mittlerweile stieg die Besorgnis um das Wohlergehen jener Gruppe, und am 26. März brach Atkinson mit Patrick Keohane und ohne Hunde zu einem weiteren Versuch auf, nach Anzeichen für Scotts Rückkehr Ausschau zu halten. Sie konnten nur bis zum Corner Camp vordringen, bevor das Wetter sie am 30. März zur Umkehr zwang. An diesem Punkt hielt Atkinson fest: „Bei mir war ich sicher, dass die Polargruppe umgekommen war.“
Vor dem vollständigen Einbruch des Winters leitete Atkinson einen Rettungsversuch für die Nordgruppe, von der man seit ihrem Aufbruch mehr als ein Jahr zuvor nichts mehr gehört hatte. Die Rettungsgruppe brach am 17. April in Hut Point auf, konnte allerdings nicht weiter vorstoßen als bis zum Butter Point an der Zunge des Ferrar-Gletschers. Der folgende Winter am Kap Evans war eine schwierige und angespannte Zeit für die dezimierte Expeditionsmannschaft, doch Atikinson hielt ein Programm von wissenschaftlichen und Freizeitaktivitäten aufrecht und konnte so die Moral erhalten. Als der Winter endete, stand man vor einem Dilemma: Sollte man zuerst das Schicksal der Südgruppe aufklären oder einen erneuten Versuch wagen, die Nordgruppe zu retten? Sie wählten die erstere Option.

### Der Fund von Scotts Zelt
Am 29. Oktober 1912 führte Atkinson eine Gruppe mit Hunden und Maultieren, um die Suche nach Spuren der Polargruppe aufzunehmen. Am 12. November wurde das Zelt mit den Leichen Scotts, Wilsons und Bowers’ entdeckt, 18 Kilometer südlich des One Ton Depot. Atkinson fand Scotts Tagebuch und erfuhr den Hergang des Todes der Männer; er las dann den versammelten Männern die relevanten Abschnitte vor, darunter auch jene, die den Tod von Bootsmann Evans und Oates zum Thema hatten. Ein weiterer Marsch nach Süden auf der Suche nach der Leiche Oates’ brachte lediglich seinen Schlafsack zu Tage. Bei der Rückkehr nach Hut Point am 25. November erfuhr die Gruppe von der sicheren Heimkehr der Nordgruppe. Hier übernahm Victor Campbell als dienstältester Offizier das Kommando.

## Kontroverse über die Hunde
Während er in der kritischen Periode von Februar bis März 1912 das Kommando innehatte, musste Atkinson Scotts variierende Instruktionen über den Einsatz der Hunde nach der Überquerung der Barriere interpretieren und ausführen. Scotts ursprüngliche Anweisungen, die „niemals geändert wurden“, besagten, dass die Hunde für wissenschaftliche Fahrten im folgenden Jahr geschont und „nicht riskiert“ werden sollten. In seinen Anweisungen an George Simpson und Cecil Meares direkt vor seiner Abfahrt nach Süden ordnete Scott jedoch an, dass die Hunde nach ihrer Rückkehr von der Polarreise, wo sie die Polargruppe ein Stück weit begleiten sollten, eingesetzt würden, „um zum One Ton Camp 5 “XS„-Rationen zu transportieren oder auf jeden Fall 3, … und so viel Hundefutter, wie sie tragen können“. Diese Arbeit sollte bis zum 12. Januar 1912 erledigt sein. Der einzige offensichtliche Zweck der Bitte um ein Depot mit Hundefutter für den 12. Januar am One Ton Depot ist, den Hunden später eine Weiterfahrt nach Süden zu ermöglichen und den zurückkehrenden Polarreisenden Unterstützung zu gewährleisten. Fatalerweise legte Scott seine Pläne nicht weiter dar (noch wurde er darum gebeten; es war eine Marineexpedition); doch vielleicht sah er bereits in dieser frühen Phase voraus, dass er die Hunde benötigen würde, um sicher nach Hause zu kommen. In der Praxis wurden die XS-Rationen zwar deponiert, das Hundefutter jedoch kam niemals an. Dies könnte auf ein Versehen, ein Missverständnis, Kommunikationsprobleme oder Ungehorsam zurückzuführen sein (siehe unten). Die Bedeutung dieser Unterlassung wurde erst später offensichtlich – sie bedeutete, dass jeglicher zukünftige Einsatz von Hunden südlich des Depots, für Rettungszwecke oder anderes, zumindest problematisch sein würde.
Scott verkomplizierte die Situation noch weiter, indem er die Hunde weit südlicher auf die Polarreise mitnahm, als er ursprünglich geplant hatte, so dass sie erst am 5. Januar zur Basis zurückkehrten. Fiennes argumentiert, dass Scott lediglich Flexibilität in der Änderung seiner Pläne zeigte. Eine wachsende Besorgnis, dass er die Hunde brauchen könnte, kann man jedoch möglicherweise aus Scotts Befehl vom 22. Dezember an Atkinson herauslesen, „kommen Sie, so weit Sie können“. Wieder erläuterte Scott seine Anweisung nicht und wie üblich stellte sein Untergebener keine Fragen. Doch was immer Atkinson in diesem Auftrag verstand, er hielt an der ursprünglichen Order fest, dass die Hunde nicht riskiert werden dürften, anscheinend sogar dann noch, als er über Leutnant Evans Scotts letzte Instruktionen erhalten hatte, die Hunde bis auf 82 oder 83° zu bringen. Wie erwähnt, wurde die Mitteilung zu spät empfangen, um praktikabel zu sein; doch Atkinson hätte daraus einen weiteren Hinweis ziehen können, dass Scott für den Rückweg Schwierigkeiten erwartete. Dies hätte ihn zusammen mit Evans’ schlechtem physischem Zustand zu einer Änderung des Programmes bewegen können – er war ein intelligenter Offizier, kein Automat. Nachdem er jedoch Cherry-Garrard und die Hunde am 26. Februar zum One Ton Depot geschickt hatte, schrieb Atkinson, dem inzwischen klar war, dass es im Depot kein Hundefutter gab: „Es kann nicht stark genug betont werden, dass die Hundeteams lediglich den Rückweg der Südgruppe beschleunigen sollten und keineswegs als Rettungsmittel gedacht waren.“ Zur Verteidigung Atkinsons muss man feststellen, dass Scotts Gruppe noch nicht überfällig war. Laut Cherry-Garrard hatte Atkinson ihn angewiesen, selber zu urteilen, falls er Scott beim Depot nicht träfe. Seine Optionen waren, zu warten oder weiter nach Süden vorzustoßen und einige Hunde als Futter für die übrigen zu töten. Da er sich noch immer an Scotts Anweisung hielt, die Hunde zu schonen, und sich schlechtem Wetter, Augenproblemen, Krankheit und mangelnden Navigationsfähigkeiten gegenübersah, beschloss er, zu warten. Diese Entscheidung wurde von Atkinson als korrekt eingestuft, sollte Cherry-Garrard später allerdings noch viele moralische Probleme bereiten.
Hielt sich Atkinson im Angesicht steigender Beweislast zu lange an die ursprünglichen Anweisungen? Oder fehlten ihm einfach die Ressourcen, anders zu handeln? Fiennes überlegt, ob Atkinson (oder Meares oder Cherry-Garrard oder Scott selbst) eine Teilschuld trage, kommt aber zu keinem definitiven Schluss. Er fragt sich, warum Atkinson Meares, der am 5. Januar zur Basis zurückkehrte und wissen musste, dass das Depot mit Hundefutter nicht gelegt worden war, erlaubte, unbeschäftigt am Kap Evans zu warten, bis er am 5. März mit der Terra Nova abfuhr, und Charles Wright war sicher, dass Meares zum Depot hätte geschickt werden sollen und nicht Cherry-Garrard. In späteren Jahren behauptete Atkinson, dass Meares „Befehle verweigert“ hätte (wessen?), als er das Depot mit dem Hundefutter nicht anlegte. Fiennes schließt: „Es sind viele Individuen in das verwickelt, was Scott als ein ‚elendes Wirrwarr‘ bezeichnete, und alle haben ihre eigenen Versionen von dem, was ihre Aktion oder Interaktion zu dieser Zeit motivierte.“

## Kontroverse über Skorbut
Atkinson war der einzige medizinisch qualifizierte Offizier, der die Leichen Scotts, Wilsons und Bowers’ zu sehen bekam. Inwieweit er eine detaillierte Untersuchung vornahm, ist nicht bekannt, und es wurde niemals ein medizinischer Bericht über die Todesursachen veröffentlicht. Übertragenerweise sagte er Cherry-Garrard jedoch deutlich, dass es keinen Beweis für Skorbut in den Körpern gab.
Die Wahrheit dieser Aussage wurde von Scotts Kritikern aus eher nebensächlichen Gründen in Frage gestellt. Beispielsweise: Leutnant Evans war auf der Rückreise ernsthaft mit Skorbut erkrankt, warum nicht auch andere? Skorbut war auf vorhergehenden Antarktisexpeditionen bereits zum Problem geworden, darunter auch jener Scotts auf der Discovery, und die Ernährung war seitdem kaum verändert worden. Die steigende Schwäche der Polargruppe auf dem Rückweg und besonders von Edgar Evans stimmt mit Skorbut-Symptomen überein. Und natürlich könnten Atkinsons Aussagen zur Rettung des Rufs der Expedition gedient haben – Skorbut war auf eine Art stigmatisiert. Huntford jedoch ist sicher: „Mittlerweile befand sich Scott fast sicher in einer Frühphase des Skorbut.“ Das Gleiche sagt er über Edgar Evans.
Das Wachstum an wissenschaftlichem Verständnis der Natur und der Gründe für Skorbut in den Jahren nach 1912 könnte die Annahme unterstützt haben, dass Scott und seine Kameraden darunter gelitten haben. Selbst Raymond Priestley, Mitglied des wissenschaftlichen Stabes der Expedition, der einst das Auftreten von Skorbut abgestritten hatte, begann die Sache fünfzig Jahre später anders zu sehen. Allerdings waren trotz des mangelnden Verständnisses der Gründe der Krankheit die Symptome wohlbekannt, und Solomon und Fiennes weisen klar darauf hin, dass es kaum vorstellbar sei, dass ein solch gewissenhafter wissenschaftlicher Beobachter wie Edward Wilson in seinen Aufzeichnungen absolut kein Zeichen von Skorbut in der Polargruppe erwähnt hätte, wenn es welche gegeben hätte.

## Erster Weltkrieg
Nach seiner Rückkehr nach England arbeitete Atkinson kurz an der London School of Tropical Medicine, wo er über Parasiten forschte, bevor er zu einer medizinischen Expedition nach China aufbrach, um einen parasitischen Plattwurm zu erforschen, der Schistosomiasis unter britischen Seeleuten verursachte. Nach dem Ausbruch des Ersten Weltkrieges meldete Atkinson sich für den aktiven Dienst. Er wurde auf die Halbinsel Gallipoli geschickt, um durch Fliegen übertragene Krankheiten zu untersuchen, und zog sich eine Brustfellentzündung zu, die ihn bettlägerig zurückließ. 1916 diente er an der Westfront und kämpfte an der Somme, wofür er mit dem Distinguished Service Order ausgezeichnet wurde. Nach einem Einsatz in Nordrussland wurde er bei einer Explosion an Bord der HMS Glatton im Hafen von Dover schwer verletzt. Trotz Verbrennungen und Erblindung konnte er mehrere Männer retten, bevor er vom Schiff floh, und wurde in der Folge mit der Albert Medal ausgezeichnet.

## Späteres Leben
Nach dem Krieg teilte Atkinson Cherry-Garrard die Resultate seiner Forschungsarbeit über den Nährwert der Verpflegung von Scotts Gruppe auf Barriere und Plateau mit. Er kam zu dem Schluss, dass die auf der Barriere ausgegebenen Rationen lediglich 51 % der Nahrungsenergie generieren konnten, die für einen typischen Barrieren-Arbeitstag nötig war. Die entsprechende Rate für die Rationen des Plateaus war 57 %. Diese Ergebnisse brachten eine substantielle Erklärung (Hunger) für die physische Schwäche der Polargruppe. Daneben führte Atkinson seine Marinekarriere weiter. 1928 starb seine Frau und er erlitt einen Nervenzusammenbruch. Er erholte sich und war einige Monate später wieder verheiratet und wurde zum Stabsarzt befördert. Am 20. Februar 1929 verstarb Atkinson im Alter von 47 Jahren auf dem Rückweg nach England auf einem Schiff im Mittelmeer und wurde auf See bestattet. Acht Jahre später schrieb Cherry-Garrard zu Ehren Atkinsons ein zusätzliches Vorwort zur Ausgabe von 1937 seines Buches The Worst Journey. „Seine Stimme hat mich seit diesen Tagen oft begleitet – diese raue, tiefe, zugetane, einsilbige Art, in der er zu dir sprach … er konnte nichts dagegen tun, dass die Zuneigung hindurchschimmerte. Ich bin froh, diese Gelegenheit zu haben, etwas von dem bezeugen zu können, was wir ihm schulden.“
Die Atkinson-Kliffs an der Pennell-Küste des antarktischen Viktorialands sind nach ihm benannt.